# Elizabeth Threatt
Elizabeth Threatt (auch Betty Threatt; * 12. April 1926 in Kershaw, USA; † 22. November 1993 in Concord, USA) war ein US-amerikanisches Model, das in Hollywood als Schauspielerin einen einzigen Film drehte.

## Leben und Werk
Als Tochter eines englischen Vaters (William Coyet Threatt, 1900–1977) und einer Cherokee-Mutter (Bessie Pearl Furr, 1900–1993) wuchs Threatt in South Carolina auf. Mit 19 ging sie nach New York und begann eine erfolgreiche Karriere als Model.
Regisseur Howard Hawks sah ihre Fotografie und besetzte Threatt als Blackfoot-Häuptlingstochter „Teal Eye“ in seinem Western-Epos The Big Sky – Der weite Himmel (1952).
Nach dieser Arbeit verließ Threatt aus unbekannten Gründen das Filmgeschäft und drehte keinen weiteren Film mehr. Howard Hawks hat sich zwar durchaus kritisch zu seiner Entdeckung geäußert: „Auch mit dem Mädchen hatten wir Ärger. Sie war zwar gut, aber sie bekam eine Menge schlechter Ratschläge“. Man darf jedoch das in dieser Äußerung enthaltene Lob nicht übersehen, denn Hawks pflegte sich nicht in ständigen Superlativen auszudrücken – auch über seinen „Stammschauspieler“ John Wayne sagte er nur: „… Ich hielt ihn für gut…“.
Threatt gab schließlich auch noch das Model-Business auf, kehrte nach North Carolina zurück und arbeitete dort fortan für eine Textilfabrik.
Sie heiratete Antoine de Contades, von dem sie später geschieden wurde. Das Paar hatte zwei Kinder: den am 30. März 1957 geborenen Sohn Jean Threatt de Contades, der bereits am 15. April 1977 verstarb, sowie die Tochter Rona.
Elizabeth Threatt starb wenige Monate nach dem Tod ihrer Mutter und wurde an der Seite ihres Sohnes auf dem Oakwood Cemetery in Concord begraben.